# Olszynka (Opolské vojvodství)
Olszynka (česky Olšinka, německy Ellsnig) je ves v jižním Polsku, v Opolském vojvodství, v okrese Prudník, ve gmině Lubrza.

## Geografie
Ves leží v Opavské pahorkatině.

## Historie
Nejstarší archeologické nálezy z Olszynky pocházejí z doby kamenné a bronzové. Mezi Olszynkou a Laskowicemi bylo nalezeno pohřebiště z doby bronzové s urnami s popelem zemřelých.
První písemná zmínka pochází z roku 1379, kde je uváděna jako Olzna a pak v roce 1418 pod názvem Olschinka a v roce 1442 je uváděna pod názvem Ellschnig. Obec se rozvíjela kolem rytířského statku. Jméno rodu, který Olszynku ve středověku vlastnil, není známo. Obec se nacházela ve slezských knížectvích. V roce 1576 byl majitelem Olszynky Jerzy Stosch z Kunic.
Do roku 1742 patřila obec k soudnímu okresu Głogówek v habsburské monarchii. Po první slezské válce se ocitla na území Pruského království a stala se součástí Prudnického okresu v Pruském Slezsku. V roce 1746 Olszynku vlastnil "von Nese" (pravděpodobně prudnický starosta Heinrich Gottfried von Näse), který vlastnil také velkostatek Józefówek. V polovině 18. století bylo v obci 6 sedláků a 16 chalupníků a zahradníků. Dalším majitelem panství byl pruský rotmistr Karl Ludwig Heinrich von Kurssel. Podle mapy z poloviny 18. století se na potoce protékajícím obcí severně a severozápadně od panství nacházely dvě vodní nádrže. Friedrich Albert Zimmermann v roce 1784 zaznamenal, že tehdejší obyvatelé Olszynky byli evangelíci.
V roce 1810 přešla vesnice do vlastnictví Ernestiny von Dungern, rozené Gaffronové, a o 50 let později vlastnila panství rodina Tripke. V roce 1855 měla obec 286 obyvatel, o šest let později již 309, z toho 234 evangelíků a 75 katolíků. V roce 1861 byla v obci evangelická škola, kterou navštěvovaly i katolické děti, a v roce 1888 byly v Olszynce dvě jednotřídní církevní školy. V roce 1874 zastával v Olszynce funkci úředního okresního hejtmana August Tripke. Na panství se pěstovala pšenice, ječmen, kukuřice a olejniny. Na přelomu šedesátých a sedmdesátých let 19. století se pustil do přestavby svého panství. Rodinná hrobka rodiny Tripke je zachována na hřbitově v Novém Browinci. Po Augustově smrti v roce 1906 přešlo panství Olszynka do rukou dalších majitelů.
V letech 1899–1900 byl v Olszynce postaven nový evangelický kostel. Podle výsledků sčítání lidu z 1. prosince 1910 z 298 obyvatel Olszynky mluvilo 277 německy, 19 polsky a 2 jiným jazykem. V roce 1921 spadala do působnosti plebiscitu v Horním Slezsku pouze část okresu Prudnik. Olszynka se nacházela na východní straně, v oblasti, které se plebiscit týkal. V Olszynce bylo oprávněno hlasovat 324 osob. Odevzdáno bylo 318 hlasů (cca 98,1 % oprávněných) a všechny hlasovaly pro Německo. Po dobu hlasování byl v Olszynce v provozu hraniční přechod.
V roce 1921 byl majitelem panství Olszynka hrabě von Kanitz. Ve dvacátých letech 20. století byl na hlavní křižovatce v obci vztyčen pomník v podobě obelisku na památku obyvatel obce, kteří padli během první světové války. Později byl pomník přemístěn na náměstí před zámek. V roce 1937 žilo v Olszynce 298 obyvatel. Starostou obce byl Berhard Weiner.
Po druhé světové válce, od března do května 1945, byl okres Prudnik pod kontrolou sovětského vojenského velení. Dne 11. května 1945 převzala civilní správu v okrese Prudnik polská správa. Tehdy se zde usadilo několik polských osadníků z Malopolska a repatriantů z východních hranic. Německy mluvící obyvatelstvo bylo vysídleno na západ.
V letech 1945−1950 patřila Olszynka ke Slezskému vojvodství, od roku 1950 k Opolskému vojvodství. V letech 1945–1954 patřila obec k obci Lubrza a v letech 1954–1972 byla sídlem gromady Olszynka.
Po majetkových transformacích převzala panský statek s panským domem v Olszynce Stadnina Koni v Prudniku. Bývalý evangelický kostel převzali katolíci a zasvětili jej Panně Marii Andělské. Na počátku padesátých let 20. století byla v obci otevřena felčarská výdejna, která byla v letech 1968–1969 přeměněna na vesnické zdravotní středisko. V Olszynce byl uveden do provozu vodovod. V jižní části obce bylo postaveno zdravotnické, kulturní a vzdělávací zařízení. Byla rozšířena budova školy.
U příležitosti tisíciletého výročí byl v centru obce vztyčen jubilejní kříž. V roce 2007 se Olszynka zapojila do Programu obnovy vesnice v Opolí (Programu Odnowy Wsi Opolskiej).